# جنگ زنکونن
جنگ زنکونن (به ژاپنی: 前九年の役 Zenkunen no Eki) جنگی بود که از سال ۱۰۵۱ تا ۱۰۶۳ در ولایت موتسو در شمال جزیره اصلی ژاپن، هونشو به علت اختلاف در مورد کنترل ولایت موتسو مابین خاندان‌های سامورایی رخ داد.